# Mentzelia asperula
Mentzelia asperula là một loài thực vật có hoa trong họ Loasaceae. Loài này được Wooton & Standl. mô tả khoa học đầu tiên năm 1913.